# 386 بي إس دي
386 بي إس دي (بالإنجليزية: 386BSD)‏، وعرف مسبقًا باسم جوليكس (بالإنجليزية: Jollix)‏ هو نظام تشغيل متوقف مستند إلى توزيعة برمجيات بيركلي، ويعد أول نظام يونكس حر مفتوح المصدر بالكامل.